# Пробуди се, Трноружице!
Пробуди се, Трноружице! је југословенски ТВ филм из 1969. године. Режирао га је Марио Фанели а сценарио је написао Момо Капор.

## Улоге
| Глумац         | Улога |
| -------------- | ----- |
| Јован Личина   |       |
| Снежана Никшић |       |